# Jänibek Älimxanulı
Jänibek Älimxanulı (in kazako Жәнібек Әлімханұлы?; 1º aprile 1993) è un pugile kazako.

## Palmarès

### Mondiali dilettanti
- 1 medaglia:
  - 1 oro (Almaty 2013 nei -75 kg)

### Campionati asiatici
- 1 medaglia:
  - 1 oro (Amman 2013 nei -75 kg)